# Unterdallersbach
Unterdallersbach ist ein Gemeindeteil der Stadt Feuchtwangen im Landkreis Ansbach (Mittelfranken, Bayern). Unterdallersbach liegt in der Gemarkung Vorderbreitenthann.

## Geografie
Der Weiler liegt am Krummbach, einem linken Zufluss der Sulzach. 0,5 km nordwestlich des Ortes liegt das Starkfeld, 0,75 km nordöstlich das Waldgebiet Im Schor. Eine Gemeindeverbindungsstraße führt zu einer Gemeindeverbindungsstraße (0,7 km südöstlich), die nach Glashofen (0,3 km südwestlich) bzw. zur Staatsstraße 1066 (0,2 km östlich) verläuft bzw. zu einer Gemeindeverbindungsstraße (0,5 km westlich), die nach Oberdallersbach (0,7 km nördlich) bzw. nach Leiperzell verläuft (1,1 km südlich).

## Geschichte
Unterdallersbach lag im Fraischbezirk des ansbachischen Oberamtes Feuchtwangen. Im Jahr 1732 bestand der Ort aus drei Anwesen (eine Mahlmühle, ein Hof, ein Gut). Alleiniger Grundherr war das Stiftsverwalteramt Feuchtwangen. An diesen Verhältnissen änderte sich bis zum Ende des Alten Reiches nichts. Von 1797 bis 1808 unterstand der Ort dem Justiz- und Kammeramt Feuchtwangen.
Mit dem Gemeindeedikt (frühes 19. Jahrhundert) wurde Unterdallersbach dem Steuerdistrikt Tauberschallbach und der Ruralgemeinde Vorderbreitenthann zugeordnet. Im Zuge der Gebietsreform in Bayern wurde Unterdallersbach am 1. Januar 1972 nach Feuchtwangen eingemeindet.

## Einwohnerentwicklung
| Jahr      | 001818 | 001840 | 001861 | 001871 | 001885 | 001900 | 001925 | 001950 | 001961 | 001970 | 001987 |
| Einwohner | 36     | 34     | 29     | 30     | 28     | 20     | 24     | 27     | 21     | 13     | 12     |
| Häuser    | 4      | 4      |        |        | 4      | 5      | 4      | 4      | 4      |        | 3      |
| Quelle    | [ 10 ] | [ 11 ] | [ 12 ] | [ 13 ] | [ 14 ] | [ 15 ] | [ 16 ] | [ 17 ] | [ 18 ] | [ 19 ] | [ 1 ]  |

## Religion
Der Ort ist evangelisch-lutherisch geprägt und bis heute nach Feuchtwangen gepfarrt. Die Einwohner römisch-katholischer Konfession sind nach Mariä Sieben Schmerzen (Weinberg) gepfarrt.